# El toc d'oració
El toc d'oració és un quadre de Modest Urgell i Inglada dipositat al Museu Nacional d'Art de Catalunya (Barcelona), el qual és un oli sobre tela de 103 × 182 cm pintat l'any 1876.

## Context històric i artístic
Nascut a Barcelona el 1839, Modest Urgell sentí de jove la vocació pel teatre i arribà a actuar en una companyia d'aficionats, però l'oposició de la seua família el va fer decidir a orientar-se cap a la pintura i esdevingué deixeble de Martí i Alsina. Quan tenia 29 anys residí a Girona en unes miserables condicions que ell mateix descriu:
| « | :"Habitàvem un quart pis al carrer de la Força, sense altra companyia que un quinqué de petroli que sempre ens feia mala cara. Vivíem de bacallà amb patates, de bacallà amb bacallà, i de bacallà amb il·lusions; d'auques de rodolins i de quatre dibuixos i ninots mal pagats." | » |

El paisatge de l'Empordà, que Urgell va recórrer, i aquesta etapa de difícil joventut el van fer abandonar el realisme del seu mestre per entrar en un món de misteri, proper al simbolisme del seu cèlebre contemporani Arnold Böcklin. Les seues visions apaïsades, desertes, crespusculars, de platges amb barques abandonades, cementiris, erms i velles ermites, són banyades en una calitja suaument irisada i uns tons bruns i rogencs que evoquen la soledat i un misteri latent. Criticat per alguns contemporanis seus, que només veien en aquests paisatges la repetició d'un mateix tema, Urgell donà irònicament a algunes obres el títol El de sempre.

## Descripció
Aquest paisatge, carregat a la dreta amb el pes d'una església rural i les primeres cases del poble, té com a element central els xiprers del cementiri i l'escala que permet accedir al territori de la mort. Una de les campanes al vol suggereix el so del toc d'oració que serveix de títol al quadre. Una vegada, el mateix Urgell descriví breument el que es proposava:
| « | La pintura ha de fer pensar com la poesia i ha d'impressionar com una peça musical. | » |